# Aphia minuta
Il rossetto (Aphia minuta) è un pesce marino appartenente alla famiglia Gobiidae.

## Distribuzione e habitat
Il suo areale raggiunge la Norvegia a nord ed il Marocco a sud comprendendo il bacino occidentale del mar Mediterraneo e l'intero mar Nero. Nei mari italiani sembra più comune in Adriatico.
Ha abitudini abbastanza peculiari per un gobide infatti è un pesce pelagico e vive in sciami in acque libere lontano dal fondo mescolandosi spesso a stadi giovanili di sardina ed acciuga. Si avvicina al fondale in acque costiere solo per la riproduzione.

## Descrizione
Il rossetto presenta un corpo minuto, allungato e compresso ai fianchi. Le pinne sono corte, la dorsale arretrata verso il peduncolo caudale. La livrea è gialla-semitrasparente, tendente al rosa (visibile soprattutto quando il rossetto è in banchi). Il capo è macchiettato di nero, gli opercoli branchiali sono tendenti al rosso. Sul ventre è visibile una bollicina d'aria tra le fasce muscolari. Il dimorfismo sessuale è evidente: il maschio ha il corpo più alto ed il peduncolo caudale più massiccio, inoltre ha denti molto più lunghi ed è più grande.
Le dimensioni si attestano al massimo sui 4-6 cm, i maschi sono un po' più grandi.

## Alimentazione
Si nutrono principalmente di piccoli crostacei planctonici.

## Riproduzione
Questi pesci si riproducono nel periodo estivo (giugno-settembre) nei pressi di fondi rocciosi, dopo aver raggiunto la dimensione di 4-5 cm. Una volta riprodotti, gli adulti muoiono, essendo una specie con durata di vita breve, di circa un anno.
Le uova si schiudono poco dopo e gli avannotti vivono in acque molto basse. Una volta superata la misura di 1,5 cm i piccoli tendono a raggrupparsi in grandi gruppi e a vivere assieme per tutta la vita.

## Pesca
Per la sua cattura si usano speciali sciabichelli, reti a strascico tirate da riva o da un'imbarcazione, con maglie fittissime. È considerato un sostituto dei bianchetti, una specialità gastronomica costituita da novellame di acciuga e sardina la cui pesca è stata vietata.

## Cucina
Questa varietà, simile ai bianchetti, (detta ruscetti o rossetti), risulta più tenace e scagliosa al palato, pur somigliandogli moltissimo. Il colore rosato è molto leggero e visibile solo guardando un banco. Sono in genere più saporiti, sono sottoposti a meno limitazioni di pesca rispetto ai bianchetti e vengono utilizzati per insaporire sughi a base di pesce, ma anche per altri usi dei bianchetti (frittelle, zuppa, farinata di ceci, ecc).